# ناپل همیشه ناپل است
ناپل همیشه ناپل است (ایتالیایی: Napoli è sempre Napoli) یک فیلم موزیکال ملودرام به کارگردانی آرماندو فیتساروتی است که در سال ۱۹۵۴ منتشر شد.

## بازیگران
- لئا پادووانی
- رناتو بالدینی
- اوبالدو لای
- بنیامینو ماجو
- والریا موریکونی
- کارلو نینچی
- تینا پیکا
- جوزپه پورلی
- آلبرتو سورنتینو
- آکیله تولیانی
- فدله جنتیله